# باتريشا ستالنجز
باتريشا ستالنغز (بالإنجليزية: Patricia Stallings)‏ (ولدت عام 1964 أو 1965) أمريكية الأصل، اتهمت زورا بارتكاب جريمة قتل بعد موت ابنها راين في السابع من سبتمبر لعام 1989، حيث وجدت الفحوصات ارتفاعا في مستوى ال (ايثيلين جلايكول) في دمها مما دفع السلطات للشك أنه تم تسميمه بمادة مضاد التجمد واعتقلت باتريشا في اليوم التالي. اتهمت ستالنغز بالقتل في بداية عام 1991 وحكم عليها بالسجن مدى الحياة.
أثناء وجودها بالسجن انجبت ستالنغز طفلا آخر تم تشخيصه باحمضاض الدم الميثل مالوني (MMA)، وهي حالة طبية تتمثل بخلل في العمليات الأيضية الخاصة بالاحماض الأمينية، وتشبه نتائج فحوصاتها النتائج الخاصة بفحوصات مضاد التجمد وبالتالي يمكن الخلط بينهما. لم يصدق المدعون بالبداية ان تشخيص الطفل قد تكون مشابهة لما حدث لراين، لكن قام مختصون بالتأكيد على أن راين قد توفي بسبب احمضاض الدم الميثل مالوني. وعليه تم الإفراج عن ستالنغز في تموز 1991 وقرر المدعون اغلاق القضية بعد شهرين أي في سبتمبر لذات العام. قامت ستالنغز لاحقا برفع دعوة على المستشفى والمختبرات الطبية التي كان لها دور في رعاية راين.

## الخلفية
عاشت ستالغنز في سانت لويس حيث عملت كموظفة في متجر في منتصف الثمانينيات. وكان ديفيد ستالنغز يتردد كثيرا إلى المتجر الذي عملت فيه وبداَ بالمواعدة عام 1986 إلى أن تزوجا عام  1988. ولد ابنهما الأول، راين، في أبريل من عام 1989، واخذته باتريشا إلى مستشفى كاردينال جلينون للأطفال في بداية أيلول لذات  العام، حيث كان يعاني من صعوبة التنفس والتقيؤ مما ادى إلى ادخاله إلى وحدة العناية المركزة الخاصة بالأطفال.

شك الأطباء أن الطفل تم تسميمه بمادة مضاد التجمد عندما لاحظوا ارتفاع مستوى الاثيلين جلايكول في دمه. بناءا على ذلك تم وضع الطفل تحت رعاية جهات مختصة، وسمح لباتريشا بزيارة ابنها مرة كل اسبوع بشرط وجود شخص مسؤول من دار الرعاية اثناء الزيارة في جميع الأوقات، وفي 31 أغسطس من سنة 1989 وبعد زيارة ستالنجز السادسة لراين بأربعة أيام بدأت حالته تسوء مجددا ، الأمر الذي أدى إلى ادخاله المشفى مرة أخرى حيث وجد الأطباء أثارا لمادة الايثيلين جلايكول في دمه وفي زجاجة رضاعته بالإضافة إلى ان اجهزة الشرطة اكتشفت ان الشخص المسؤول عن مراقبة زيارة باتريشا لابنها ذاك اليوم كان قد غادر الغرفة لفترة من الزمن تاركا الأم وابنها وحدهما في الغرفة، مما ادى إلى اعتقالها بتهمة الاعتداء في الخامس من سبتمبر. تم علاج راين من التسمم بمضاد التجمد لكنه مع ذلك توفي بعد يومين، وعليه غيرت التهم الموجهة ضد باتريشا إلى قتل من الدرجة الأولى.

## التحريات والإجراءات القانونية
بينما كانت ستالنغز في السجن تنتظر المحاكمة، في السابع عشر من فبراير عام 1990، انجبت طفلا آخر اسمته ديفيد الابن. وضع في رعاية عائلة بديلة بعد الولادة، إلا أنه أصيب بنفس الأعراض التي كانت قد ظهرت على أخيه راين بحلول شهر مارس. عندها شخص ديفيد الابن باحمضاض الدم الميثل مالوني وهي حالة وراثية ينتج فيها الجسم حمض البروبيونيك الذي يختلف تركيبه عن الايثيلين غليكول بذرة كربون واحدة، ويتم معالجتها بإعطاء المريض فيتامين ب 12. تعافى بعدها الطفل وأعيد إلى العائلة البديلة.
خلال التحقيق الذي سبق المحاكمة، كان ينوي محامي دفاع ستالنغز أن يقدم فرضية موت راين بسبب احمضاض الدم الميثل مالوني؛ إلا أن النائب العام جورج بي مكايلوري اعتبر تشخيص الأخ ليس صلة بموت راين، وأن القاضي لن يسمح له بالتقدم بفرضيته دون دليل قطعي على إصابة راين باحمضاض الدم الميثلمالوني. أرادت ستالنغز استدعاء شهود ليشهدوا معها الا أن المحامي لم يفعل ذلك. فتم إدانته بالقتل المتعمد من الدرجة الأولى وحكم عليها بالسجن الفعلي مدى الحياة.
في شهر مارس عام 1990، حصل محامي الدفاع ايرك راثبون على نسخة من ملاحظات مساعد النائب العام جون اس ابلباوم، والتي أشارت إلى أن الطبيب الذي كان قد أعلن وفاة راين كان قد اعتبر احتمالية وجود المرض الوراثي، إلا أنه لم يجري أي اختبارات في ذلك الوقت. بعد اكتشاف الملاحظات، النيابات العامة وضحوا وجود فروقات هامة بين الايثيلين جلايكول والبروبيلين غلايكول، وأنه حتى لو تم تشخيص راين باحمضاض الدم الميثيل مالوني إلا أنه تم تسميمه.
على الرغم من ذلك كله ومن  كل المقالات في الجرائد المحلية ونشرات الأخبار المتعلقة بقضية ستالغنر إلا أن الحلقة التي عرضت في الثامن من أيار من برنامج «ألغاز لم تحل» تعتبر بداية النهاية لمعضلة عائلة ستالنغز. حيث كان الدكتور ويليام.س.سلاي، بروفيسور ورئيس دائرة الكيمياء الحيوية وكيمياء الجزيئات في جامعة سانت لويس، يشاهد تلك الحلقة  عندما أدرك أنه لم يتم عمل فحوصات على دم راين ستالنغز غير الفحص الخاص بالتسمم. فطلب مدير مختبر فحص نتائج الأيض في الجامعة؛ الدكتور جايمس شوميكر من النائب العام الأساليب التي تم اتباعها لقياس الايثيلين جلايكول بدم راين، تم تزويده بها في سبيل تحقيق العدالة. ووافق د.سلاي على إجراء بعض الاختبارات على دم راين. ولكن لعدم وجود تفسير لوجود الايثيلين جلايكول في جسم الإنسان، بوجود المرض أو عدمه، وقت المحاكمة فلم يؤثر ذلك على القضية حينها ودخلت باتريشا للمحاكمة دون ذلك التوضيح. لكن بعد تدخل د.سلاي، تم استعمال نفس الطريقة على دم راين وديفيد الابن للكشف عن المركب، ظهر حمض البروبيونيك الذي ينتج في حالة احمضاض الدم الميثل مالوني، والذي يمكن أن يتم مخالطته بالإيثيلين غلايكول إذا لم يتحرى الفاحص الدقة الشديدة. عندها أرسل شوميكر عينات الدم إلى عدة مختبرات، ليتم فحصها باستخدام نفس الأسلوب الذي استخدم بالقضية، فعادت النتائج بين تأكيد وجود حمض البروبيونيك وآخرين يؤكدون وجود الايثيلين جلايكول.
وفي نهاية حزيران، بعد ان تم إجراء فحوصات اضافية من قبل شوميكر، قام سلاي بكتابة رسالة إلى مسؤول من الجامعة، وتم ايصال هذه الرسالة إلى مكايلروي، قال فيها ان شوميكر توصل إلى عدة نتائج:
1. أكد غياب مادة الايثيلين غلايكول من عينات الدم الخاصة براين عندما تم إجراء الفحوصات.
2. أكد على وجود على وجود نسبة عالية وغير طبيعية من الأحماض العضوية في دم راين مما يجعل تشخيص الحالة باحمضاض الدم الميثل مالوني (MMA) أمر مؤكد.
3. وجد أن مادة من المواد المرتفع تركيزها تشبه الايثيلين غلايكول وبالتالي يمكن الخلط بينهما إذا ما تم استخدام اساليب التحليل الغازي الكروماتوغرافي القديمة.

كان سلاي وشوميكر يعتقدان أن أية أثار من الايثيلين جلايكول في دم راين تم تلويث العينات بها بالخطأ  أثناء قيامهم بتعقيم الأدوات المستخدمة في إجراء الفحوصات. حيث أنهم وجدوا أثار مشابهة في دماء مرضى آخرين لم يكونوا قد اصيبوا بالتسمم. وبينما أن هذه النتائج أثارت اهتمام مكايلروي إلا أنه لم يقتنع بأن باتريشا قد تكون بريئة. وأخيرا بطلب من سلاي وشوميكر، قام د.بييرو رينالدو، وهو عالم جينات شهير من جامعة ييل بالنظر في القضية وتوصل إلى موت راين بسبب احمضاض الدم الميثل مالوني وليس من التسمم بمادة مضاد التجمد. وقد حضر هذا اللقاء الذي تم إقامته في مكاتب ريتير في سانت لويس، ريتير والممرضة جودي ستينسون التي تعمل في مكتب محاماة ريتير.
خلال ذلك الشهر، وخلال مقابلة عن طريق الهاتف، كان قد عبر رينالدو عن شكه الشديد بالنتائج التي حصلت عليها سميث كلاين ومختبر السموم في جامعة سانت لويس عن طريق مقابلة هاتفية التي نصت على وجود تراكيز عالية من الايثيلين جلايكول في دم راين حيث قال ان جودة الاختبارات كانت «غير مقبولة نهائيا» وأنه تفاجأ باستعمالها في قضية جنائية دون استئناف من أحد.
في اختبارات مستقلة أجراها رينالدو صرح أنه لم يجد أي أثر للايثيلين غلايكول في دم راين، وأنه لم يجد أي دليل في الاختبارات التي أجريت على زجاجة الحليب على وجود سابق للايثيلين غلايكول فيها. كما قال أيضا، أن العلاج الذي استخدمه مستشفى كاردينل جلينون لحاله راين -والذي شمل الصوم واستخدام الايثانول لتقليل أثر الايثيلين جلايكول في الجسم- كانت غير مناسبة أبدا لطفل يعاني من احمضاض الدم الميثل مالوني.
على الرغم من استنتاج رينالدو أن راين لم يتم تسميمه، بقي عند مكايلروي سؤال واحد، ألا وهو ما تفسير وجود البلورات المشابهة لتلك التي تنتج عن طريق التسمم بالإيثيلين غلايكول والتي وجدت خلال تشريح راين؟ فأجاب رينالدو أن هناك احتمال كبير ان تكون قد تكونت البلورات نتيجة التقطير بالايثانول التي استخدمتها المستشفى لعلاج راين.
قال مكايلروي بعدها أن رينالدو كان مقنع جدا وأنه أقنعهم أن باتريشا لم تقتل الطفل. فقال «برأيي لم يتم تسميم راين. ودوري كنائب عام هو السعي وراء العدل، وأظن أن العدل بحاجة إلى حل التهمة».
في تموز عام 1991، أخرجت ستالنغز من السجن ووضعت تحت الحبس المنزلي حتى وصول موعد المحاكمة الجديدة. في أيلول عام 1991 تم إسقاط القضية ضدها وتأسف النائب العام لباتريشا.

## توابع القضية
ربحت باتريشا تسوية مع مستشفى الكاردينال جلينون للأطفال والمختبر الذي أجرى الفحوصات على دم راين. بعدها صرحت بأن تقييم وفهم قضيتها قد يكون قد تأثر بقضية باولا سيمز التي كانت قد حصلت في نفس الفترة الزمنية تقريبا. في تلك القضية تم محاكمة أم في قتل ابنتيها، وكان هناك غضب شعبي حول الجريمة.
في ال1994، قام مكايلروي بالترشح لمنصب النائب العام في مقاطعة جفيرسون، وتبرعت ستالنغز ب10 آلاف دولار لخصمه روبرت ويكلنز، الذي فاز بالمنصب بعدها. عندما عرض مكايلروي على ويكلنز أن يكشف معلوماته عن قضية ستالنغز، اكتشفت هي ذلك وقامت بالطلب من المحكمة أن يتم شطب سجلها الإجرامي. تم شطب جزء من المعلومات إلا أن قاضي قال أن قانون ولاية ميزوري ينص على أن النائب العام يجب أن يحافظ على جزء من المعلومات المتعلقة باعتقالات الجرائم على أن يحافظ على سريتها.
توفي ديفيد ستالنغز الابن في 13 من سبتمبر عام 2013 بعمر ال23 عام.
ما تزال هذه القضية تعد مرجع لاقصى الحالات من المشاكل الأيضية التي تشبه الجرائم.